# Mainstream (Lloyd Cole and the Commotions)
Mainstream was het derde en tevens laatste album van Lloyd Cole met zijn band the Commotions. Het album kwam uit in 1987 en werd geproduceerd door Ian Stanley bij het Polydor-label. Het album werd geen groot succes en Lloyd besluit om verder solo door te gaan, en verhuist naar New York.

## Tracks
1. My Bag (3:56)
2. From the Hip (3:57)
3. 29 (5:28)
4. Mainstream (3:14)
5. Jennifer She Said (3:02)
6. Mr. Malcontent (4:49)
7. Sean Penn Blues (3:28)
8. Big Snake (5:16)
9. Hey Rusty (4:30)
10. These Days (2:27)